# Worrall (Yorkshire du Sud)
Worrall est un village du Yorkshire du Sud, en Angleterre. Il est situé à quelques kilomètres au nord-ouest du centre-ville de Sheffield. Administrativement, il est rattaché à la paroisse civile de Bradfield.

## Toponymie
Worrall est un toponyme d'origine vieil-anglaise. Il désigne vraisemblablement un terrain (halh) sur lequel pousse du piment royal (wīr). Dans le Domesday Book, compilé en 1086, ce nom a pour forme Wihale.